# Arctosa xunyangensis
Arctosa xunyangensis là một loài nhện trong họ Lycosidae.
Loài này thuộc chi Arctosa. Arctosa xunyangensis được Jia-Fu Wang & Qiu miêu tả năm 1992.